# Lista över olympiska medaljörer i freestyle

## Damer

### Halfpipe
| Spel                         | Guld                 | Silver                   | Brons               |
| Sotji 2014 Detaljer...       | Maddie Bowman USA    | Marie Martinod Frankrike | Ayana Onozuka Japan |
| Pyeongchang 2018 Detaljer... | Cassie Sharpe Kanada | Marie Martinod Frankrike | Brita Sigourney USA |

### Hopp
| Spel                            | Guld                       | Silver                  | Brons                    |
| Lillehammer 1994 Detaljer...    | Lina Tjerjazova Uzbekistan | Marie Lindgren Sverige  | Hilde Synnøve Lid Norge  |
| Nagano 1998 Detaljer...         | Nikki Stone USA            | Xu Nannan Kina          | Colette Brand Schweiz    |
| Salt Lake City 2002 Detaljer... | Alisa Camplin Australien   | Veronica Brenner Kanada | Deidra Dionne Kanada     |
| Turin 2006 Detaljer...          | Evelyne Leu Schweiz        | Li Nina Kina            | Alisa Camplin Australien |
| Vancouver 2010 Detaljer...      | Lydia Lassila Australien   | Li Nina Kina            | Guo Xinxin Kina          |
| Sotji 2014 Detaljer...          | Alla Tsuper Belarus        | Xu Mengtao Kina         | Lydia Lassila Australien |
| Pyeongchang 2018 Detaljer...    | Hanna Huskova Belarus      | Zhang Xin Kina          | Kong Fanyu Kina          |

### Puckelpist
| Spel                            | Guld                           | Silver                         | Brons                            |
| Albertville 1992 Detaljer...    | Donna Weinbrecht USA           | Jelizaveta Kozjevnikova OSS    | Stine Lise Hattestad Norge       |
| Lillehammer 1994 Detaljer...    | Stine Lise Hattestad Norge     | Elizabeth McIntyre USA         | Jelizaveta Kozjevnikova Ryssland |
| Nagano 1998 Detaljer...         | Tae Satoya Japan               | Tatjana Mittermayer Tyskland   | Kari Traa Norge                  |
| Salt Lake City 2002 Detaljer... | Kari Traa Norge                | Shannon Bahrke USA             | Tae Satoya Japan                 |
| Turin 2006 Detaljer...          | Jennifer Heil Kanada           | Kari Traa Norge                | Sandra Laoura Frankrike          |
| Vancouver 2010 Detaljer...      | Hannah Kearney USA             | Jennifer Heil Kanada           | Shannon Bahrke USA               |
| Sotji 2014 Detaljer...          | Justine Dufour-Lapointe Kanada | Chloé Dufour-Lapointe Kanada   | Hannah Kearney USA               |
| Pyeongchang 2018 Detaljer...    | Perrine Laffont Frankrike      | Justine Dufour-Lapointe Kanada | Julija Galysjeva Kazakstan       |

### Skicross
| Spel                         | Guld                     | Silver                 | Brons                      |
| Vancouver 2010 Detaljer...   | Ashleigh McIvor Kanada   | Hedda Berntsen Norge   | Marion Josserand Frankrike |
| Sotji 2014 Detaljer...       | Marielle Thompson Kanada | Kelsey Serwa Kanada    | Anna Holmlund Sverige      |
| Pyeongchang 2018 Detaljer... | Kelsey Serwa Kanada      | Brittany Phelan Kanada | Fanny Smith Schweiz        |

### Slopestyle
| Spel                         | Guld                  | Silver                   | Brons                       |
| Sotji 2014 Detaljer...       | Dara Howell Kanada    | Devin Logan USA          | Kim Lamarre Kanada          |
| Pyeongchang 2018 Detaljer... | Sarah Höfflin Schweiz | Mathilde Gremaud Schweiz | Isabel Atkin Storbritannien |

## Herrar

### Halfpipe
| Spel                         | Guld           | Silver             | Brons                     |
| Sotji 2014 Detaljer...       | David Wise USA | Mike Riddle Kanada | Kevin Rolland Frankrike   |
| Pyeongchang 2018 Detaljer... | David Wise USA | Alex Ferreira USA  | Nico Porteous Nya Zeeland |

### Hopp
| Spel                            | Guld                         | Silver                       | Brons                                        |
| Lillehammer 1994 Detaljer...    | Andreas Schönbächler Schweiz | Philippe LaRoche Kanada      | Lloyd Langlois Kanada                        |
| Nagano 1998 Detaljer...         | Eric Bergoust USA            | Sébastien Foucras Frankrike  | Dzmitryj Dasjtjynski Belarus                 |
| Salt Lake City 2002 Detaljer... | Aleš Valenta Tjeckien        | Joe Pack USA                 | Aljaksej Hrysjyn Belarus                     |
| Turin 2006 Detaljer...          | Han Xiaopeng Kina            | Dzmitryj Dasjtjynski Belarus | Vladimir Lebedev Ryssland                    |
| Vancouver 2010 Detaljer...      | Aljaksej Hrysjyn Belarus     | Jeret Peterson USA           | Liu Zhongqing Kina                           |
| Sotji 2014 Detaljer...          | Anton Kusjnir Belarus        | David Morris Australien      | Jia Zongyang Kina                            |
| Pyeongchang 2018 Detaljer...    | Oleksandr Abramenko Ukraina  | Jia Zongyang Kina            | Ilja Burov Olympiska idrottare från Ryssland |

### Puckelpist
| Spel                            | Guld                       | Silver                     | Brons                          |
| Albertville 1992 Detaljer...    | Edgar Grospiron Frankrike  | Olivier Allamand Frankrike | Nelson Carmichael USA          |
| Lillehammer 1994 Detaljer...    | Jean-Luc Brassard Kanada   | Sergej Sjupletsov Ryssland | Edgar Grospiron Frankrike      |
| Nagano 1998 Detaljer...         | Jonny Moseley USA          | Janne Lahtela Finland      | Sami Mustonen Finland          |
| Salt Lake City 2002 Detaljer... | Janne Lahtela Finland      | Travis Mayer USA           | Richard Gay Frankrike          |
| Turin 2006 Detaljer...          | Dale Begg-Smith Australien | Mikko Ronkainen Finland    | Toby Dawson USA                |
| Vancouver 2010 Detaljer...      | Alexandre Bilodeau Kanada  | Dale Begg-Smith Australien | Bryon Wilson USA               |
| Sotji 2014 Detaljer...          | Alexandre Bilodeau Kanada  | Mikaël Kingsbury Kanada    | Aleksandr Smysjljajev Ryssland |
| Pyeongchang 2018 Detaljer...    | Mikaël Kingsbury Kanada    | Matt Graham Australien     | Daichi Hara Japan              |

### Skicross
| Spel                         | Guld                            | Silver                     | Brons                                           |
| Vancouver 2010 Detaljer...   | Michael Schmid Schweiz          | Andreas Matt Österrike     | Audun Grønvold Norge                            |
| Sotji 2014 Detaljer...       | Jean-Frédéric Chapuis Frankrike | Arnaud Bovolenta Frankrike | Jonathan Midol Frankrike                        |
| Pyeongchang 2018 Detaljer... | Brady Leman Kanada              | Marc Bischofberger Schweiz | Sergej Ridzik Olympiska idrottare från Ryssland |

### Slopestyle
| Spel                         | Guld                 | Silver            | Brons                         |
| Sotji 2014 Detaljer...       | Joss Christensen USA | Gus Kenworthy USA | Nick Goepper USA              |
| Pyeongchang 2018 Detaljer... | Øystein Bråten Norge | Nick Goepper USA  | Alex Beaulieu-Marchand Kanada |